# イクタ薬品
イクタ薬品株式会社（いくたやくひん）は、静岡県沼津市高島本町11-1に本社を置く主に医薬品・医療機器の卸売りを扱う企業であった。共創未来グループの一社「東邦薬品」である。

## 概要
- 代表取締役社長　幾田裕男
- 資本金　140万円

## 沿革
- 昭和27年3月4日設立
- 平成元年9月東京都の「東邦薬品株式会社」合併

## 営業所
- 小田原営業所・神奈川県小田原市中曽根78
- 伊藤営業所・静岡県伊東市宮川町1-1-16
- 富士営業所・静岡県富士市平垣本町6-32

## 大株主
- 東邦薬品　46％
- 幾田裕男　41％
- 良互薬品　9％
- 杉森亮　　4％

## 主な取引メーカー
- 田辺製薬（現:田辺三菱製薬）
- ミドリ十字（現:田辺三菱製薬）
- 協和発酵（現:協和発酵キリン）
- 明治製菓
- 小林製薬
- キッセイ薬品工業
- 日本シエーリング（現:バイエル薬品）